# Joshua Titima
Joshua Titima (1992. október 20. –) zambiai válogatott labdarúgó, jelenleg a Power Dynamos játékosa.

## Sikerei, díjai
Power Dynamos
- Zambiai bajnok (1): 2011

Zambia
- Afrikai nemzetek kupája (1): 2012